# Módulos logísticos multipropósito

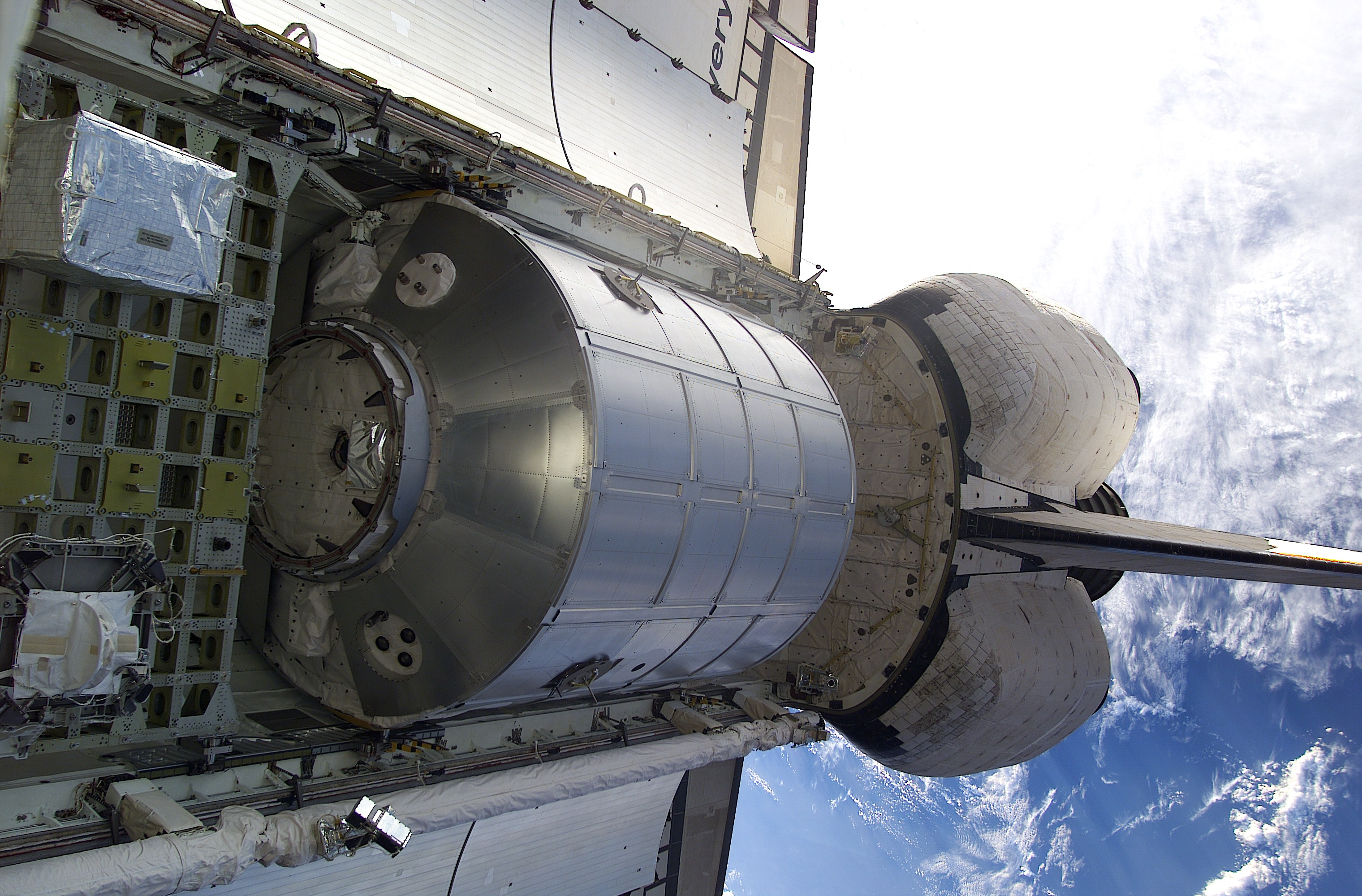
10 de marzo de 2001 - El módulo logístico multipropósito Leonardo descansa en la bahía de carga del Discovery. Esta vista fue tomada desde la EEI por un miembro de la tripulación usando una cámara digital durante la STS-102.

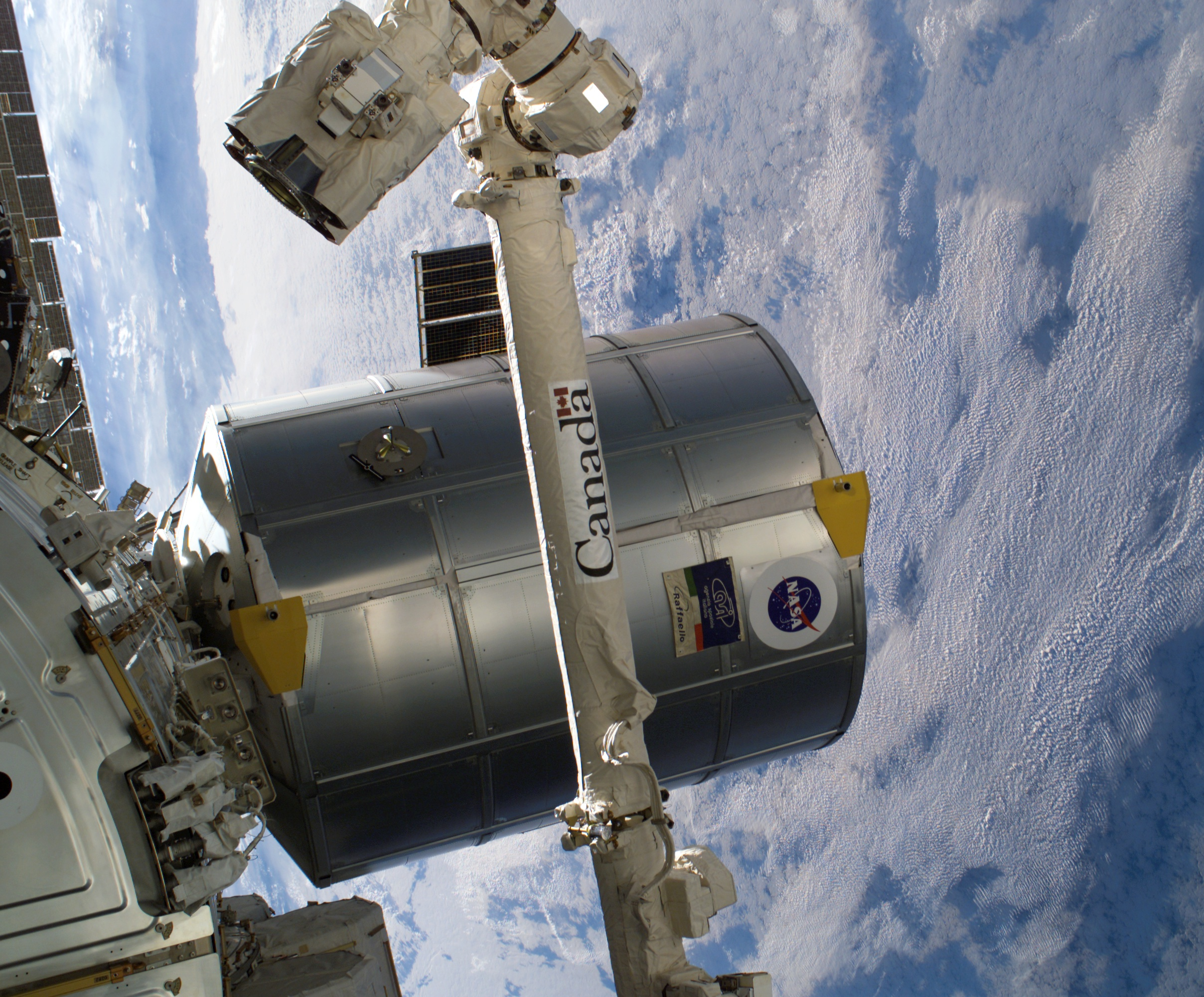
El módulo Raffaello atracado a la EEI durante la misión STS-114.

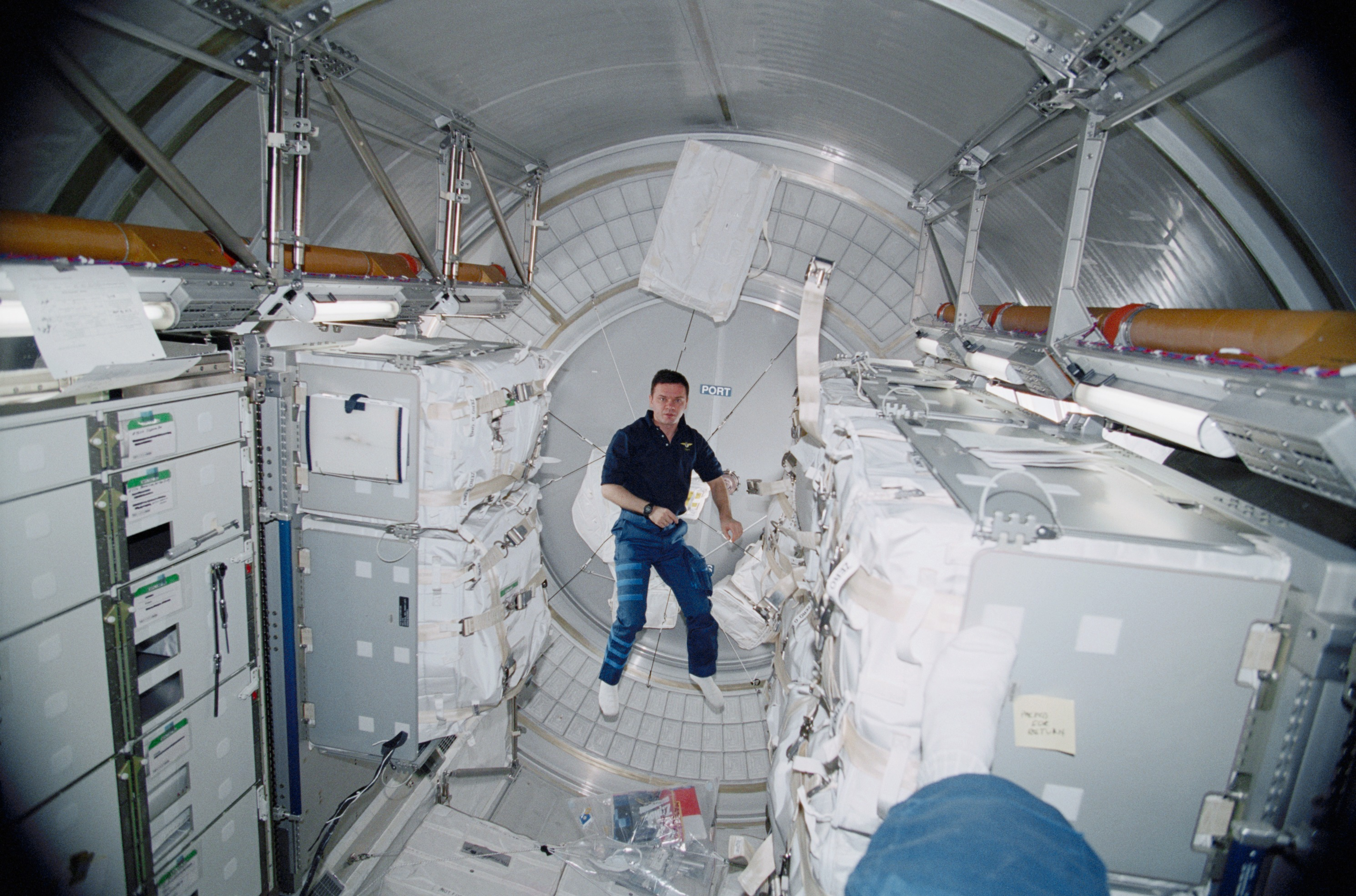
21 de marzo de 2001 - El cosmonauta Yuri P. Gidzenko empequeñece frente al hardware transportado a bordo del Leonardo.

El Módulo logístico multipropósito (MPLM, Multi-Purpose Logistics Module) fue un gran contenedor presurizado usado en las misiones del transbordador espacial para transferir carga hacia y desde la Estación Espacial Internacional (EEI). Se transportaba en la bodega de carga del transbordador espacial, atracando en el módulo Unity o el módulo Harmony. Una vez allí se descargaban los suministros y se cargaban los experimentos finalizados y los desperdicios. Entonces se volvía a atracar el MPLM en el transbordador para regresar a la Tierra.
La NASA proporcionó los módulos bajo contrato de la Agencia Espacial Italiana (ASI). Se construyeron y fueron llevados a la NASA tres MPLMs, con nombres escogidos por la ASI que denotan algunos de los grandes talentos de la historia italiana: Leonardo, Raffaello, y Donatello. También son los nombres de tres de las cuatro Tortugas Ninja, por lo que el grupo del MPLM de la NASA diseñó un logotipo con una tortuga ninja con un traje de astronauta. A pesar de que eran construidos por la ASI, los módulos son propiedad de la NASA. A cambio de construir los módulos MPLMs, la ASI obtenía acceso al tiempo de investigación de los EE. UU. en la EEI.
El MPLM se diseñó originalmente para la Estación Espacial Freedom. Inicialmente iba a ser construido por Boeing, pero en 1992 los italianos anunciaron que construirían un "Mini Módulo Logístico Presurizado", capaz de llevar 4.500 kg de carga. Después del rediseño en 1993, se dobló su longitud y fue bautizado como el "Módulo Logístico Multipropósito". Cada MPLM vacío medía aproximadamente 21 pies (6,4 m) de largo, 15 pies (4,6 m) de diámetro, pesando 4,5 toneladas, y con una capacidad de hasta 10 toneladas de carga a la EEI.
Donatello es un módulo con mayor capacidad que sus dos hermanos, ya que puede transportar cargas que requieren un flujo de energía constante desde su construcción hasta su instalación en la EEI. Sin embargo, según la actual agenda, Donatello no volará antes de la retirada del transbordador espacial. 
Una propuesta europea sugirió que Donatello podría ser ajustado con una protección mejorada contra micrometeoritos y con sistemas de refrigeración, para dejarlo acoplado a la EEI después de que fuera retirada la flota del transbordador espacial. Los costes para llevarlo a cabo han sido estimados entre 20 y 40 millones de dólares por unidad. Denominado como Módulo Logístico Permanente (PLM, Permanent Logistics Module), alojaría repuestos y suministros, permitiendo tiempos más largos para las misiones de reabastecimiento. La propuesta fue rechazada por la NASA porque requeriría cambiar los planes añadiendo costes adicionales. Desde entonces las discusiones internas han continuado.
Con el temprano fin del programa del transbordador espacial en 2010, los módulos Raffaello y Leonardo volarán justo once veces, según la agenda actual.

## Misiones completadas
| Fecha de lanzamiento     | Misión              | Transbordador | MPLM                                               |
| ------------------------ | ------------------- | ------------- | -------------------------------------------------- |
| 8 de marzo de 2001       | STS-102 ISS 5A.1    | Discovery     | Leonardo                                           |
| 19 de abril de 2001      | STS-100 ISS 6A      | Endeavour     | Raffaello                                          |
| 10 de agosto de 2001     | STS-105 ISS 7A.1    | Discovery     | Leonardo                                           |
| 5 de diciembre de 2001   | STS-108 ISS UF-1    | Endeavour     | Raffaello                                          |
| 5 de junio de 2002       | STS-111 ISS UF-2    | Endeavour     | Leonardo                                           |
| 26 de julio de 2005      | STS-114 ISS LF 1    | Discovery     | Raffaello                                          |
| 4 de julio de 2006       | STS-121 ISS ULF 1.1 | Discovery     | Leonardo                                           |
| 14 de noviembre de 2008  | STS-126 ISS ULF 2   | Endeavour     | Leonardo                                           |
| 11 de septiembre de 2009 | STS-128 ISS 17A     | Discovery     | Leonardo                                           |
| 5 de abril de 2010       | STS-131 ISS 19A     | Discovery     | Leonardo                                           |
| 24 de febrero de 2010    | STS-133 ISS ULF 5   | Endeavour     | Leonardo (se dejó acoplado como módulo permanente) |
| 7 de julio de 2011       | STS-135 ISS ULF 7   | Atlantis      | Raffaello                                          |

## Misiones programadas
Las siguientes misiones del MPLM están planeadas para futuros vuelos del transbordador espacial:
| Fecha de lanzamiento      | Misión            | Transbordador | MPLM      |
| ------------------------- | ----------------- | ------------- | --------- |
| NAD 25 de agosto de 2009  | STS-128 ISS 17A   | Discovery     | Leonardo  |
| NAD 11 de febrero de 2010 | STS-131 ISS 19A   | Discovery     | Raffaello |
| NAD 2010                  | STS-133 ISS ULF 5 | Endeavour     | Leonardo  |

NAD: No Antes De

## Especificaciones
- Longitud - 6,4 m
- Ancho - 4,57 m
- Masa - 4.082 kg vacío; 13.154 kg cargado